# Lubomin (województwo dolnośląskie)
Lubomin (niem. Liebersdorf) – wieś w Polsce położona w województwie dolnośląskim, w powiecie wałbrzyskim, w gminie Stare Bogaczowice.

## Podział administracyjny
W latach 1954–1968 wieś należała i była siedzibą władz gromady Lubomin, po jej zniesieniu w gromadzie Stare Bogaczowice. W latach 1975–1998 miejscowość administracyjnie należała do województwa wałbrzyskiego. W przeszłości do Lubomina należały kolonie: Lubominek i Chełmiec, które obecnie należą do Boguszowa-Gorców.

## Położenie
Lubomin – stara śródgórska wieś, położona w południowo-zachodniej Polsce, w środkowej części Gór Wałbrzyskich, na wysokości od 430 do 520 m n.p.m., około 4 km na zachód od centrum miejscowości Szczawno-Zdrój.

## Charakterystyka
Niewielka, rozciągnięta na przestrzeni 1,6 km wieś łańcuchowa, o luźnym układzie zabudowań, ulokowana w górskiej dolinie nad rzeką Czyżynką w górnym jej biegu, między Masywem Trójgarbu i Krąglaka po północno-zachodniej stronie, a Masywem Chełmca po południowo-wschodniej stronie. Zabudowa wsi składa się z budynków gospodarczych i mieszkalnych rozlokowanych obok drogi i potoku na wysokości od 430 do 520 m n.p.m. Przez wieś przepływa potok górski i przebiega droga wojewódzka 376. Jest to wieś, o charakterze rolniczym. Wokół wsi rozciągają się rozległe użytki rolne i łąki, leżące głównie na piaskowcach, zlepieńcach, szarogłazach, mułowcach i łupkach ilastych. W bliskim otoczeniu nie występują lasy, niewielkie pasy zieleni z drzew liściastych występują w formie przydomowych nasadzeń, oraz wzdłuż potoku i miedz. Na północnym wschodzie zabudowania Lubomina bezpośrednio sąsiadują z zabudowaniami Strugi. Od północnego wschodu nad wsią dominuje wzgórze Kamienista, a od północy Modrzewiec i Węgielnik. W górnej części wsi, po południowo-wschodniej stronie drogi, u zachodniego podnóża zbocza Kamienistej występują ciekawe grupy skalne. Pod koniec XX wieku we wsi powstały nowe domy, wieś leży w bezpośrednim sąsiedztwie Wałbrzycha i Szczawna Zdroju oraz stanowi atrakcyjną lokalizację dla budownictwa jednorodzinnego.

## Nazwa
W księdze łacińskiej Liber fundationis episcopatus Vratislaviensis (pol. Księga uposażeń biskupstwa wrocławskiego) spisanej za czasów biskupa Henryka z Wierzbna w latach 1295–1305 miejscowość wymieniona jest w zlatynizownej formie Villa Lybrici.
Wieś do 1945 roku nosiła nazwę Liebersdorf. Do 1947 roku funkcjonowała nazwa Miłosna.

## Historia
Najstarsze ślady działalności człowieka w okolicach obecnej wsi sięgają epoki żelaza. Udokumentowane ślady pochodzą z okresu wpływów rzymskich. Z tego okresu pochodziła moneta rzymska, cesarza Witelliusa, znaleziona w Lubominie, która nie dochowała się do naszych czasów. W 1290 roku wieś związana była z majątkiem rycerskim w Strudze. Wieś w wykazie wsi biskupstwa wrocławskiego "Liber Fundationis Episcopatus Vratislaviensis" w 1305 roku została wymieniona jako wieś z kościołem. Polityka osadnicza i gospodarcza Piastów śląskich spowodowała gwałtowny wzrost liczby ludności i jej zamożności. W 1377 roku wieś należała do rycerza Ulricha Schoffa (Seydlitz) i jego brata Heinza. Po ich śmierci, dobra wraz z Lubominem leżące na obszarze księstwa świdnicko-jaworskiego stały się lennem króla czeskiego.
Wojny husyckie spowodowały znaczne zniszczenia wsi. W 1453 roku w imieniu króla czeskiego starosta księstwa Hans von Colditz sprzedał okoliczne włości wraz z Lubominem Hermannowi von Czettritz z Książa. Do rodziny Czettritzów wieś należała przez kilka wieków. W 1599 roku założono własną wiejską szkołę. W 1765 roku, wieś miała charakter głównie rolniczy i leżała w dobrach rodziny Von Kluge. W 1769 r. założono szkołę ewangelicką. W 1785 roku, właścicielką dóbr w Lubominie była pani von Hohendor. We wsi był wówczas katolicki kościół parafialny z plebanią, młyn wodny, a mieszkało 20 kmieci, 46 zagrodników i 5 chałupników i 12 rzemieślników. Rozwój rolnictwa i rzemiosła został zahamowany w okresie wojny trzydziestoletniej. W XVIII wieku po wojnach śląskich, wieś przeżywała rozwój gospodarczy, związany z wyrobem tkanin. W 1742 roku otwarto szkołę ewangelicką.
Osadnictwo na terenie wsi związane było z gospodarką rolną, rzemiosłem oraz z przemysłem włókienniczym i wydobywczym, bowiem w okolicznych miejscowościach eksploatowano wapień, rudy żelaza oraz rudy srebra, a w późniejszym czasie węgiel kamienny. Rozwinęła się uprawa lnu i jego przetwórstwo w warsztatach tkackich, będących do końca XVIII wieku podstawowym źródłem utrzymania ludności. W okresie międzywojennym górski charakter wsi oraz przewaga górskich łąk wpłynęły znacznie na rozwój się hodowli bydła i owiec. W okresie tym rozbudowano gospodarstwa, powstały murowane z cegły budynki gospodarcze, stodoły i stajnie. Większość budynków przetrwała do obecnych czasów, ale obecnie wykorzystywane są w niewielkim stopniu.
Wieś do 1818 roku należała do Księstwa Świdnickiego, następnie do dawnego okręgu bolkowsko-kamiennogórskiego, później została włączona do powiatu Kamienna Góra, natomiast po reformie administracyjnej w 1934 roku została włączona do powiatu wałbrzyskiego.

## Demografia
W 1785 roku wieś zamieszkiwało 375 osób, później liczba ludności wzrastała i na początku XX wieku wynosiła 1110 mieszkańców. Po 1945 roku wieś zachowała rolniczy charakter, we wsi mieszkało prawie tysiąc mieszkańców, a duża część mieszkańców pracowała w przemyśle. Później wieś zaczęła się wyludniać. Według Narodowego Spisu Powszechnego (III 2011 r.) liczyła 378 mieszkańców.

## Kalendarium
- 1290 r. – wieś należała do majątku rycerskiego w Strudze.
- 1305 r. – wymieniona jako wieś Villa Lybrici z kościołem w dokumencie Liber Fundationis Episcopatus Vratislaviensis.
- 1377 r. – wieś należała do rycerza Ulricha Schoffa (Seydlitz) i jego brata Heinza.
- pod koniec XIV wieku – wieś stała się lennem króla czeskiego.
- 1453 r. – starosta księstwa świdnicko-jaworskiego w imieniu króla czeskiego sprzedał okoliczne włości wraz z Lubominem Hermannowi von Czettritz z Książa.
- lata 1453-1728 – wieś należy do rodziny Czettritzów.
- 1599 r. – założono własną wiejską szkołę.
- lata 1618-1648 – wojna trzydziestoletni ogranicza rozwój wsi.
- 1728 r. – we wsi wybuchł pożar spaliło się 25 obejść gospodarskich.
- lata 1758-1761- we wsi zmarła wielka liczba ludzi w wyniku panującej epidemii.
- 1769 r. – założono szkołę ewangelicką.
- 1765 r. – wieś była własnością rodziny Von Kluge.
- 1787 r. – bracia Treutler przedsiębiorcy z Wałbrzycha uruchomili w Lubominie kopalnię węgla kamiennego "Friedrich Wilhelm", z której wydobywano rocznie około 800 ton węgla.
- 1795 r. – zamknięto kopalnię jako nieopłacalną.
- na początku XIX wieku – Lubomin stanowił część dóbr w Strudze, których właścicielem był baron von Richthofen.
- lata 1806-1809 – kontrybucje wojenne całkowicie zubożyły wielu mieszkańców
- 1825 r. – wieś liczyła: 79 domów, filialny kościół katolicki, wolne sołectwo z gorzelnią i młynem wodnym, młyn wodny i hutę szkła w Chełmcu. Część mieszkańców wsi wyznania ewangelickiego należała do parafii w Starych Bogaczowicach, a część do parafii w Boguszowie.
- od 1876 do 1891 roku właścicielem Lubomina był właściciel ziemski z Białego Kamienia, Ernst Tschersig (Tschersich).
- lata 1898-1905 – wieś jest własnością Fischera i wspólników z Białego Kamienia.
- II połowa XIX wieku – wieś bardzo szybko rozwijała się, co było spowodowane powstawaniem w okolicy kopalni i innych zakładów przemysłowych, w których mieszkańcy znajdowali pracę.
- lata 1909-1912 – wieś jest własnością Tietze i jego wspólników.
- 1917 r. – właścicielem wsi wymieniony jest Emanuel Aufricht, kupiec z Wrocławia
- 1922 r. – wsią zarządza wdowa po Emanuelu Aufricht.
- 1937 r. – właścicielem dóbr w Lubominie, Starych Bogaczowicach i Strudze wymieniony jest mistrz budowlany Rudolf Kreibe.

- 1950 r. – 8 października Lubomin uzyskał pierwsze po wojnie połączenie autobusowe z Wałbrzychem (przez Szczawno-Zdrój, początkowo tylko 2 razy dziennie)[6].

## Zabytki
Do wojewódzkiego rejestru zabytków wpisany jest:
- kościół fil. pw. Podwyższenia Krzyża Św., z końca XVI wieku, XIX w.; otoczony kamiennym murem

inne zabytki:
- kilka zabudowań gospodarskich z przełomu XVIII – XIX wieku.

## Turystyka
przez wieś prowadzą szlaki turystyczne:
- żółty -fragment szlaku prowadzący z Trójgarbu do Szczawna-Zdroju.
- zielony -fragment szlaku prowadzący z Trójgarbu na Chełmiec.
- Na końcu wsi u południowo-wschodniego podnóża Trójgarbu, położone jest schronisko turystyczne Bacówka pod Trójgarbem.

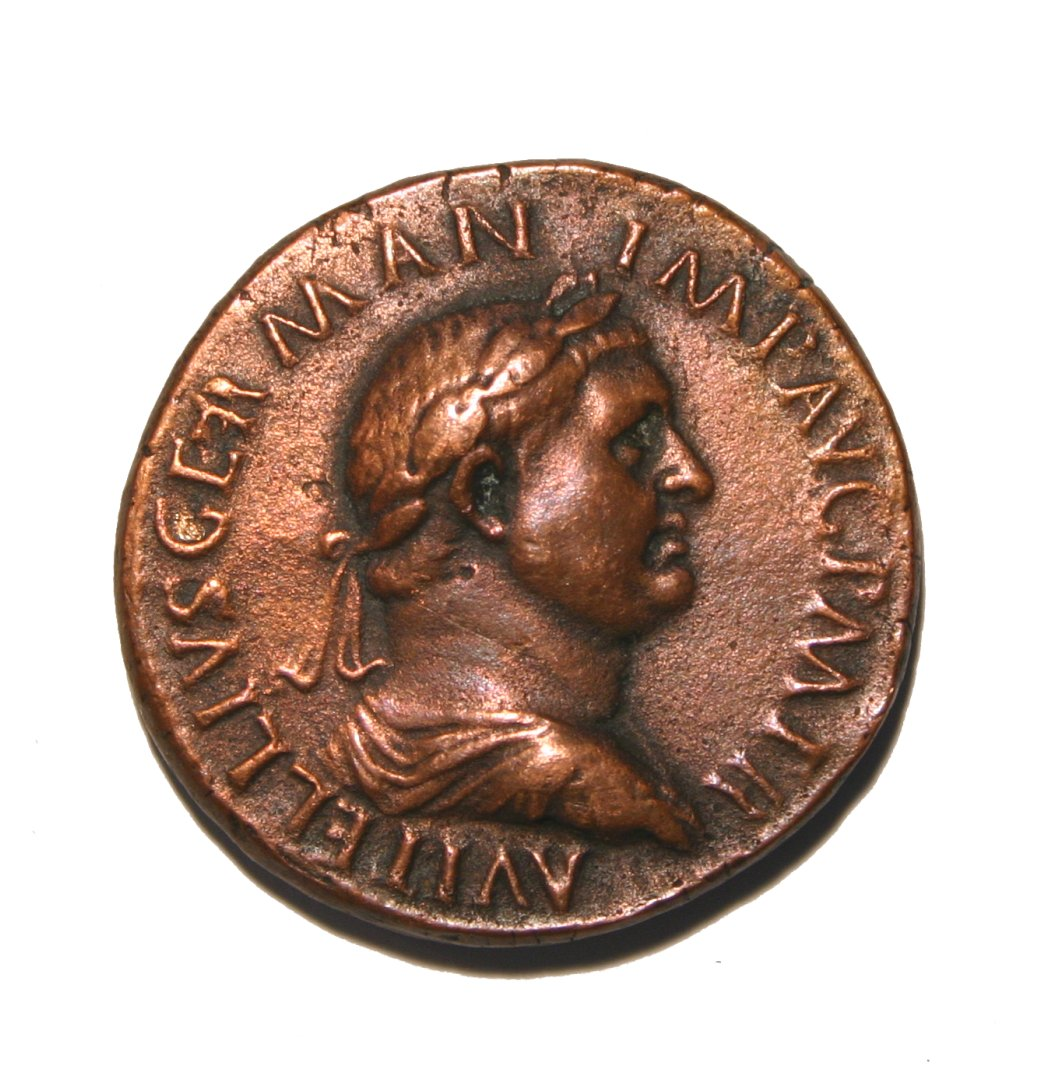
moneta cesarza Vitteliusa